# Edwin Young
Edwin Young est un plongeur américain né le 29 septembre 1947 à Phoenix (Arizona) et mort le 22 juin 2006 à Tucson (Arizona).

## Biographie
Edwin Young dispute l'épreuve de la plateforme 10 mètres aux Jeux olympiques d'été de 1968 de Mexico et remporte la médaille de bronze.